# Alphons Fryland
Alphons Fryland, nato Alphons Fritsch (Vienna, 1º maggio 1888 – Graz, 29 novembre 1953), è stato un attore austriaco.
Figlio di Barbara e Moritz Fritsch, nacque nel 1888 a Vienna, all'epoca capitale dell'impero austro-ungarico.

## Filmografia
- Jagd nach dem Glück, regia di Fritz Freisler (1916)
- Frau Dorothys Bekenntnis, regia di Michael Curtiz (1921)
- Mrs. Tutti Frutti, regia di Michael Kertész (Michael Curtiz) (1921)
- Herzogin Satanella, regia di Michael Kertész (1921)
- Lucrezia Borgia, regia di Richard Oswald (1922)
- Opfer der Liebe, regia di Martin Hartwig (1923)
- Die Insel der Träume
- Fedora, regia di Jean Manoussi (1926)
- Johannisnacht, regia di Willy Reiber (1933)